# 臼井吉見文学館
臼井吉見文学館（うすいよしみぶんがくかん）は、長野県安曇野市にある文学館。同市出身の作家臼井吉見に関する資料を展示している。全国文学館協議会加盟。

## 概要
1991年に開館。大河小説『安曇野』の原稿約5,600枚や、長編小説『獅子座』の原稿約3,000枚をはじめ、蔵書約700冊、臼井が16歳のころに発行した同人誌『高嶺』や『輪舞』、戦時中の検閲で発行停止となった『鳩の巣』などの同人誌、戦後に編集長となって発行した『展望』や書籍、色紙、書簡などを展示、保存している。また、病臥の時に見入っていた常念岳の水彩画や、愛用していたベレー帽、着物なども展示されている。
古田晁から贈られ、『安曇野』を執筆する際に使われていた机や椅子、硯箱が書斎の中央に配置されている。当館では、臼井の教育評論集『自分をつくる』を復刻し、読書会のテキストとして使用している。
　

## 利用案内
- 開館時間は午前9時から午後5時まで
- 入館料は無料
- 休館日は土曜日・祝日と年末年始（12月29日から翌年1月3日）

### 臼井吉見文学館友の会
年会費は1000円で、年3回「友の会だより」を発行し、臼井ゆかりの文学などを学ぶ講座を定期開催している。

## 周辺施設
- 安曇野市役所堀金支所
- 安曇野市文書館
- 安曇野市堀金図書館
- 道の駅アルプス安曇野ほりがねの里

## アクセス
- JR東日本
  - 大糸線豊科駅から車で7分
  - 篠ノ井線田沢駅から車で10分
- 長野自動車道 安曇野ICから車10分